# Григориански календар
Григорианският календар (понякога наричан и грегориански календар или „нов стил“) е съвременният международно признат светски календар, на който се основава и международният стандарт ISO 8601. България го въвежда през 1916.
Григорианският календар е въведен в употреба на 4 октомври 1582 г. в съответствие с була от 24 февруари 1582 г. на папа Григорий XIII, чието име носи и днес. Той поправя древноримския юлиански календар, като в него са нанесени някои корекции, за да се отчете по-точно дължината на тропическата година. В юлианския календар се приема, че времето между две последователни пролетни равноденствия е 365,25 дни и дробната част се компенсира, като една на всеки четири години има с един ден повече (високосна година). При григорианския календар годините, кратни на 100 не са високосни (с изключение на годините, кратни на 400, т.е. на всеки четири века се пропускат три високосни години, като например 1700, 1800 и 1900 година), което дава средна продължителност на годината от 365,2425 дни. Тази стойност се доближава значително до продължителността на тропическата година – например времето между пролетните равноденствия през 2000 година е 365,242374 дни.
Григорианският календар е възприет в различните страни по различно време, като този процес продължава почти три века и половина. Въведен е в България със закон, гласуван от Народното събрание на 14 март 1916 г., като отчитането на времето единствено по нов стил започва от 1 април 1916 г. според юлианския календар (14 април според григорианския календар).

## Описание
Григорианският календар е слънчев календар, зависим от периода на завъртането на Земята около Слънцето, който е 365,2422 дни от 24 часа по 60 минути, всяка по 60 секунди. Средната тропическа година е 365 дни, 5 часа, 48 минути и 45,5 секунди. Тя варира слабо, с една до две минути, в зависимост от началната точка. Точната стойност, изчислена на 1 януари 2000 година е 365,242 190 419 дни. Средната година при григорианския календар е 365,2425 дни; за да може броят на годишните дни да е цяло число, през определени периоди, най-често 4 години, се добавя един допълнителен ден, 29 февруари, а годината се нарича „високосна“.
{\displaystyle 365,2425=365+0,25-0,01+0,0025=365+{\frac {1}{4}}-{\frac {1}{100}}+{\frac {1}{400}}}
От тук следва разпределението на високосните години:
- Всяка година, кратна на 4, която не е кратна на 100, е високосна;
- Всяка година, кратна на 100, която не е кратна на 400, не е високосна;
- Всяка година, кратна на 400, е високосна (1600, 2000 и т.н.).

Тази методика осигурява достатъчна за практиката точност. Годината по григорианския календар е малко по-дълга от реалното време на обикаляне на Земята около Слънцето, т. е. 365,2425 вместо 365,2422 дни. Разликата между средната година при григорианския календар 365,2425 дни и точната стойност на средната тропическа година 365,242 190 419 дни е
365,2425 − 365,242190419 = 0,000309581 = 1/3230,1723943 ≈ 1/3230 ≈ 1/3200
В същия ред на анализа това означава, че на 3230,1723943 години = 3230 години, 2 месеца, 2 дни, 2 часа, 10 минути и 26,6448 секунди трябва да има по още една невисокосна година от кратните на 400 или всяка година кратна на 400, но не и на 3200, не е високосна. Така че, ако периодът на обикаляне на Земята около Слънцето се запази през вековете, около 3230 година ще трябва да се отнеме още един ден. Ако се спази методиката на григорианския календар, трябва да не е високосна, а нормална 3200 година, а най-точно – 3232 година.
Григорианският календар се дели на 12 месеца по следния начин:
- януари, 31 дни;
- февруари, 28 или 29 дни;
- март, 31 дни;
- април, 30 дни;
- май, 31 дни;
- юни, 30 дни;
- юли, 31 дни;
- август, 31 дни;
- септември, 30 дни;
- октомври, 31 дни;
- ноември, 30 дни;
- декември, 31 дни.

Всеки период от седем дни се казва седмица, а дните на български се наричат така:
- понеделник;
- вторник;
- сряда;
- четвъртък;
- петък;
- събота;
- неделя.

Броенето на годините в календара започва с годината, за която средновековните схоластици погрешно приемат, че е година на раждането на Иисус Христос. Според евангелията на Матей и на Лука, Иисус се ражда по време на управлението на Ирод Велики, за когото съвременната историческа наука е сигурна, че умира през 4 г. пр.н.е. Съществува и хипотеза, според която „Витлеемската звезда“, видима на небосвода по време на раждането на Христос е комета, преминала в близост до Земята през 7 г. пр.н.е. Император Октавиан Август въвежда нов календар във връзка с Pax Romana и заповядва 1 януари на всяка нова година да се чества като празник на Мира – започва епохата „новата ера“, „нашата ера“ или „християнската ера“. Годините в нея се отбелязват според Миланския Едикт на Константин със „сл. Хр.“ (след Христа) или с „н.е.“ (от новата ера), или са без такова уточнение. Годините преди 1 век н.е. се бележат с „пр. Хр.“ или с „пр.н.е.“ (преди новата ера). В западноевропейските страни новата ера се бележи със съкращението „AD“ (на латински: Anno Domini – Лето Господне), но също така може и да е без това уточнение; а годините преди 1 век н.е. с „BC“ (на английски: Before Christ – Преди Христа).

## Григорианската промяна
Основната разлика между григорианския календар и предшественика му – юлианския, се състои в разпределянето на високосните години.
В юлианския календар, всяка четвърта година е високосна и има един допълнителен ден през февруари.
Както е отбелязано по-горе, средната тропическа година се определя от продължителността на периода на завъртане на Земята около Слънцето, който процес отнема 365,2422 дни. Добавяйки един ден на всеки четири години, юлианският календар има малко по-голяма средна дължина – 365,25 дни. Това постепенно е довело до забавяне в отчитането на дните и съответно до разликата от десет дни спрямо астрономическото време. Видимият признак, по който през 16 век това е установено, е пролетното равноденствие отместено по-рано – към началото на март, което църквата използва за определяне на датата за честване на Великден.
За пръв път нов вариант, за да бъде приведен календарът в съответствие с астрономическото време е предложен от калабрийския доктор Алойзий Лилий. Новият календар е одобрен на 24 февруари 1582 г. чрез папската була Inter gravissimas на папа Григорий XIII.
Новият календар премахва високосните дни за годините, отговарящи едновременно на следните две условия:
- годината е кратна на 100;
- годината не е кратна на 400.

Както в юлианския календар, годините 1600 и 2000 са високосни, но за разлика от него, 1700, 1800, 1900, 2100 не са.
Inter gravissimas постановява също, че четвъртък, 4 октомври 1582 г. ще бъде непосредствено следван от петък, 15 октомври, за да се компенсира отместването, натрупано през вековете.
Григорианският календар не се приема едновременно в цяла Европа. Той е наложен от Григорий XIII в страните под силно влияние на католическата църква – Испания, Португалия и Полша го приемат веднага, а други (Франция и др.) – съвсем скоро след тях. Протестантска Англия приема григорианския календар чак през 18 век, а Русия трябва да дочака Октомврийската революция, за да го приеме през 1918 г., като се оказва че Октомврийската революция започнала на 25 октомври 1917 г. според юлианския календар, всъщност е започнала на 7 ноември 1917 г.
В България григорианският календар е въведен в гражданския живот с Указ № 8 на цар Фердинанд I съгласно който 31.III.1916 г. веднага е последван от датата 14.IV.1916 г. (Държ.вест., бр. 65, 21.III.1916 г.). В Сърбия това става на 18.I.1919 г., в
Гърция – на 9.III.1924 г. и т.н.
Разликите в календарите създават трудности на историците, защото примерно даден английски документ, датиран от 10 януари 1603 г., е писан по-късно от френски документ от 15 януари същата година. Например Уилям Шекспир и Мигел де Сервантес са починали на една и съща дата (23 април 1616 г.), но всъщност не и в един и същи ден. Допълнителни трудности идват от факта, че календарите се отдалечават и григорианската „поправка“ е от 10 дни до датата 28 февруари/10 март 1700 г., 11 дни от 29 февруари/11 март 1700 г., 12 дни от 29 февруари/12 март 1800 г. и 13 дни от 29 февруари/13 март 1900 г. до днешна дата.
Григорианският календар не предвижда година Нула и вековете и хилядолетията започват с годината номер 1. Следователно:
- последният ден от старата ера е 31 декември от първата година преди новата ера;
- първото столетие продължава от 1 януари 1 г. до 31 декември 100 г., второто – от 1 януари 101 г. до 31 декември 200 г., 21 век и третото хилядолетие започват на 1 януари 2001 г.